# 科特纳肯
科特纳肯（荷蘭語：Kortenaken，荷蘭語發音：[ˈkɔrtənaːkə(n)]）是比利时弗拉芒大区弗拉芒布拉班特省魯汶區的一个市镇，东北与林堡省接壤，通行荷蘭語，是弗拉芒社群的一部分，面积49.10平方千米，人口7,875人（2018年1月1日）。